# 圓島努
圓島 努（まるしま・つとむ、1977年7月29日-）は、東京都府中市出身のアーティスト、画家、アートディレクター。武蔵野美術大学油絵学科卒業。東京を拠点に個展等を開催し活動する。
武蔵野美術大学在学当時に、講義の様子を写した映像に偶然写っていた本人を原将人監督が直感的にキャスティングし、広末涼子の初主演映画『20世紀ノスタルジア』（1997年）では、演技経験が無いながらも俳優（チュンセこと片岡徹役）として広末涼子と共演した。それ以降の俳優活動はない。
2019年時点では、広告・プロモーションを担う企業「TRACK」にてアートディレクターとして勤務している。

## 個展
- 「reverbe」
- 「SHORT WORLD」
- 「ヒアアンドゼア」